# Otospermum glabrum
Otospermum glabrum là một loài thực vật có hoa trong họ Cúc. Loài này được (Lag.) Willk. mô tả khoa học đầu tiên năm 1864.